# Marjamajn (Idlib)
Marjamajn (arab. مريمين) – miejscowość w Syrii, w muhafazie Idlib. W 2004 roku liczyła 1923 mieszkańców.